# Furmeyer
Furmeyer è un comune francese di 150 abitanti situato nel dipartimento delle Alte Alpi della regione della Provenza-Alpi-Costa Azzurra.

## Storia

### Simboli
Lo stemma comunale riprende il blasone della famiglia Rambaud, antichi signori del luogo.

## Società

### Evoluzione demografica
Abitanti censiti